# Gorsedd de Cornouailles
La Gorsedd de Cornouailles (Gorsedh Kernow, Gorsedd Cornique) est une organisation non-politique cornique, implantée en Cornouailles, dans le Royaume-Uni, dont l'objectif est de préserver l’esprit national celtique de la Cornouailles. Elle s’inspire de la Gorsedd galloise, fondée en 1792 par Iolo Morganwg.
Depuis 1995, elle organise chaque année les « Holyer an Gof Publishers Awards », « pour promouvoir des ouvrages concernant la Cornouailles, se déroulant en Cornouailles ou en langue cornique ».

## Histoire

Awen d’Iolo Morganwg

La Gorsedh Kernow a été créée en 1928 à Boscawen-Un par Henry Jenner, l’un des pionniers du renouveau de la langue cornique, qui adopta le nom bardique « Gwas Myghal » (« serviteur de Michael »). Lui et douze autres, dont Kitty Lee Jenner, furent initiés par l’Archidruide de Pays de Galles. La cérémonie se tient chaque année depuis, sauf durant la Seconde Guerre mondiale. Environ 1 000 personnes ont été consacrées comme barde cornique, notamment Dame Alida Brittain, Ken George, R. Morton Nance et Peter Berresford Ellis,.
Après 1939, le conseil de la Gorsedd de Cornouailles valida de nouveaux insignes, et confia à Francis Cargeeg la conception et la réalisation de parures pour le Grand Barde, le Barde Grand-adjoint et le Secrétaire, ainsi que deux coiffes pour les bâtons de maréchal. Entre temps et jusqu’en 1970, des pièces supplémentaires furent ajoutées, notamment des plastrons pour les anciens Grands Bardes, également créés par Francis Cargeeg. D’autres ouvrages métalliques furent réalisés pour la Gorsedh par John Turner et Cyril Orchard.

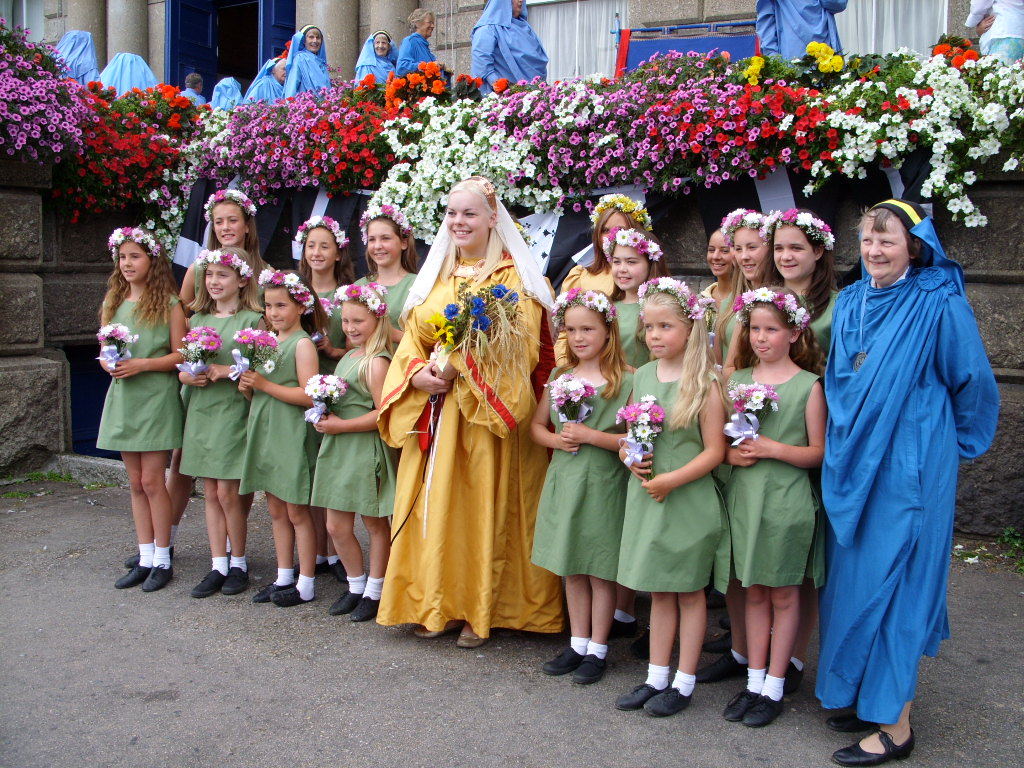
Dame de Cornwall et demoiselles d’honneur lors de la Gorsedh de 2007 (Penzance)

La Gorsedh Kernow s’est désormais ouverte à toutes les formes renaissantes de langue cornique et affirme sa mission « de maintenir l’esprit national celtique de la Cornouailles ». Elle encourage également l’étude des arts et de l’histoire. La cérémonie annuelle est devenue une institution majeure de la vie culturelle et civique cornique. Ses concours attirent de nombreux candidats et la « Gorsedh ouverte » est très suivie par la population locale, bénéficiant d’une large couverture médiatique régionale.
Une part essentielle de la Gorsedh ouverte réside dans l’attribution de bardships à des individus ayant contribué de manière méritante à la culture cornique. La Gorsedh joue ainsi, sous divers aspects, un rôle comparable à un « système d’honneurs ». Les bardships récompensent des études en langue cornique, des services rendus à la musique cornique, l’encouragement des arts (notamment auprès des enfants), entre autres. Les bardes initiés reçoivent un nom bardique de la part du Grand Barde, qui les admet dans le Collège des Bardes. Ces noms sont en cornique et font souvent référence à la raison de leur investiture ; d’autres évoquent le nom personnel ou familial du barde, ou une caractéristique personnelle.
Les trois principales Gorsedhs britanniques sont mentionnées dans une ancienne triade galloise : elles se tiendraient à Moel Merw et Bryn Gwyddon (Pays de Galles), ainsi qu’à Boscawen-Un en Cornouailles (source : Craig Weatherhill). Après la domination des Bretons par les Saxons, la tradition bardique tomba en désuétude et, malgré diverses tentatives de renaissance, perdit tout prestige.
La Gorsedh de 2008 eut lieu en septembre à Looe, coïncidant avec le festival Dehwelans Kernow. Celle de 2009 commença le 18 avril à Saltash.

### Les premiers bardes de la Gorsedh Kernow à Boscawen-Un
- Michael Ambrose Cardew (Myghal An Pry)
- Charles G. Henderson (Map Hendra)
- William Benjamin Tregoning Hooper (Bras y Golon)
- James Dryden Hosken (Caner Helles)
- Kenneth Hamilton Jenkin (Lef Stenoryon)
- Arthur Quiller-Couch (Marghak Cough)
- Edgar Algernon Rees (Carer Losow)
- George Sloggett (Gwas Petrock)
- Thomas Taylor (Gwas Ust)
- Herbert Thomas (Barth Colonnek)
- James Thomas (Tas Cambron)
- John Coulson Tregarthen (Mylgarer)

Morton Nance devint le second Grand Barde en 1934. Il déclara : « Une génération a remis le cornique debout. Il appartient maintenant à une autre de le faire marcher ». Bien que la Gorsedh utilisait d’abord le cornique unifié, en juin 2009, les membres votèrent massivement l’adoption de la « Standard Written Form » comme forme standard de langue.

## Listes des bardes corniques et des lieux de cérémonie

### 1899 – 1928
1899, Pays de Galles
- John Hobson Matthews (Mab Cernyw)
- Reginald Reynolds (Gwas Piran)
- Hettie Tangye Reynolds (Merch Eia)

1903, Bretagne
- Henry Jenner (Gwas Myghal)

1904, Pays de Galles
- Kitty Lee Jenner (Morvoren)
- L. C. R. Duncombe Jewel (Bardd Glas)

1928, Pays de Galles
- Albert Marwood Bluett (Gwryghonen Vew)
- James Sims Carah (Gwas Crowan)
- Gilbert Hunter Doble (Gwas Gwendron)
- Robert Morton Nance (Mordon)
- Annie Pool (Myrgh Piala)
- Trelawney Roberts (Gonader A Bell)
- Joseph Hambley Rowe (Tolzethan)
- William Charles Daniel Watson (Tirvab)

### Lieux en Cornouailles depuis 1928
| Année | Lieu                  |
| ----- | --------------------- |
| 1928  | Boscawen-Un           |
| 1929  | Karnbre / Carn Brea   |
| 1930  | The Hurlers ...       |
| 2025  | Marhasvean / Marazion |

### Liste des Grands Bardes de la Gorsedh Kernow depuis 1928
| - Gwas Myhal (Henry Jenner) 1928–1934 - Mordon (Robert Morton Nance) 1934–1959 - Talek (E. G. Retallack Hooper) 1959–1964 - Gunwyn (George Pawley White) 1964–1970 - Trevanyon (Denis Trevanion) 1970–1976 - Map Dyvroeth (Richard Jenkin) 1976–1982 - Den Toll (Hugh Miners) 1982–1985 - Map Dyvroeth (Richard Jenkin) 1985–1988 - Gwas Constantyn (John Chesterfield) 1988–1991 - Caradok (Jori P. S. Ansell) 1991–1994 - Cummow (Brian F. J. Coombes) 1994–1997 - Bryallen (Ann Trevenen Jenkin) 1997–2000 | - Jowan an Cleth (John Bolitho) 2000–2003 - Tewennow (Rod Lyon) 2003–2006 - Gwenenen (Vanessa Beeman) 2006–2009 - Skogynn Pryv (Mick Paynter) 2009–2012 - Steren Mor (Maureen Fuller) 2012–2015 - Telynor an Weryn (Merv Davey) 2015–2018 - Melennek (Elizabeth M. Carne) 2018–2021 - Mab Stenak Vur (Pol Hodge) 2021–2024 - Gwythvosen (Jenefer Lowe) 2024– |

### Liste des Bardes Grands-adjoints de la Gorsedh Kernow depuis 1928
| - Mordon (Robert Morton Nance) 1928–1934 - Tolzethan (Joseph Hambley Rowe) 1934–1937 - Gonader A‑Bell (Trelawney Roberts) 1937–1946 - Map Mor (Henry Trefusis) 1946–1952 - Gwas Cadoc (David R. Evans) 1952–1962 - Tan Dyvarow (Francis Cargeeg) 1962–1967 - Map Kenwyn (Cecil Beer) 1967–1972 - Map Dyvroeth (Richard Jenkin) 1972–1976 - Den Toll (Hugh John Miners) 1976–1982 - Gwas Gwethnok (Ernest E. Morton Nance) 1982–1988 - Caradok (George P. S. Ansell) 1988–1991 - Cummow (Brian F. J. Coombes) 1991–1994 - Bryallen (Dorothy Ann Trevenen Jenkin) 1994–1997 - Jowan an Cleth (John Bolitho) 1997–2000 | - Tewennow (Rod Lyon) 2000–2003 - Gwenenen (Vanessa Beeman) 2003–2006 - Skogyn Pryv (Mick Paynter) 2006–2009 - Steren Mor (Maureen Fuller) 2009–2012 - Telynor an Weryn (Merv Davey) 2012–2015 - Melennek (Elizabeth M. Carne) 2015–2018 - Mab Stenak Vur (Pol Hodge) 2018–2021 - Gwythvosen (Jenefer Lowe) 2021–2024 - Myrgh an Tyr (Loveday Jenkin) 2024– |